# Octaviania ivoryana
Octaviania ivoryana är en svampart som beskrevs av Castellano, Verbeken & Thoen 2000. Octaviania ivoryana ingår i släktet Octaviania och familjen Boletaceae.   Inga underarter finns listade i Catalogue of Life.